# Momčilo Novković
Momčilo Novković, hrvaški admiral, * 7. september 1916, † 13. avgust 1988.

## Življenjepis
Pred vojno podčastnik Jugoslovanske kraljeve vojne mornarice je leta 1941 vstopil v NOVJ in KPJ. Med vojno je bil poveljnik 3. brigade 6. proletarske divizije, 1. brigade 35. divizije, načelnik štaba 35. divizije, namestnik poveljnika divizije KNOJ za Hrvaško,...
Po vojni je bil poveljnik divizije, vojaško-pomorskega področja, eskadre JVM, pomočnik poveljnika armade, načelnik VVPA JLA,...